# José Francisco Cali Tzay
José Francisco Calí Tzay (nascido a 27 de setembro de 1961) é um advogado e diplomata da Guatemala.
Assumiu o cargo de Relator Especial do Conselho de Direitos Humanos da ONU sobre os Direitos dos Povos Indígenas em 2021, após o mandato da antior Relatora Especial sobre os Direitos dos Povos Indígenas, Victoria Tauli-Corpuz, ter terminado. Como relator especial da ONU, ele tem a tarefa de investigar supostas violações dos direitos dos povos indígenas e promover a implementação de padrões internacionais relativos aos direitos dos povos indígenas. Nessa capacidade, ele e David Richard Boyd instaram a Suécia no início de 2022 a não conceder uma licença à empresa britânica Beowulf Mining para a mina de minério de ferro Kallak na região de Gallok, lar do povo indígena lapão, dizendo que a mina a céu aberto colocaria em perigo o ecossistema protegido e a migração de renas.